# Cotilis
Els cotilis (Cotylea) són un subordre de platihelmints marins de vida lliure que pertanyen a l'ordre dels policlàdides.

## Característiques
Els cotilis es caracteritzen per la presència d'un òrgan adhesiu en posició medioventral, i perquè tant la faringe i com l'òrgan copulador se situen a la regió anterior del cos; les ramificacions de l'intestí poden anastomosar-se a la perifèria formant una xarxa.

## Cotilis dels Països Catalans
Als Països Catalans s'han trobat diversos gèneres de cotilis, per exemple: Eurylepta, Prostheceraeus, Prosthiostomum, Pseudoceros, Thysanozoon i Yungia.

## Taxonomia
Els subordre Cotylea inclou 459 espècies en 13 famílies:
- Família Amyellidae Faubel, 1984
- Família Boniniidae Bock, 1923
- Família Cestoplanidae Lang, 1884
- Família Chromoplanidae Bock, 1922
- Família Dicteroidae Faubel, 1984
- Família Diposthidae Woodworth, 1898
- Família Ditremageniidae Palombi, 1928
- Família Euryleptidae Lang, 1884
- Família Opisthogeniidae Palombi, 1928
- Família Pericelididae Laidlaw, 1902
- Família Prosthiostomidae Lang, 1884
- Família Pseudocerotidae Lang, 1884
- Família Theamatidae Marcus, 1949